# История на Ростов
Град Ростов, разположен в североизточната част на Европейска Русия, макар сега да е най-вече обект на туристически интерес на провинциално ниво, има свое велико и славно историческо минало. Неговото начало е в 11 в. и се свързва с Ростовското княжество, когато самият град става един от най-важните в този регион, подвластен на Киевска Рус, но със своя независима епархия.

## Периоди

### Древност
По-древната история на Ростов, както и за много територии от Русия, се губи в сферата на неясното и на легендарното. За периода ІХ – Х в. достоверните сведения сочат, че територията е била населена с угро-фински племена. Конкретно за Ростов, около езерото Меру (където първоначално възниква градът), живеят т.нар. мери. Не е докрай изяснено кои са славяните, също заселили се там. Причината – названието едва ли е етническо или племенно, защото то на древнонорвежки, викингски sklove означава роб/роби. Проблем създава и викингското, варяжкото население на тази територия. Конкретно за варягите: вероятно названието също е събирателно и означава стража, наемни войници. Същото толкова неясно, но с по-висока степен на легендарност, е свързано името на техния княз (конунг) Рюрик, от когото водят началото си първите управляващи династии (княжески, царска) в земите на Рус (Русия много по-късно, едва при цар Иван Василевич Велики, управлявал в Москва от 1462 до 1505 г. и сложил край на татаро-монголската власт). Към този етнически неясен конгломерат, населяващ региона, следва да бъдат добавени татаро-монголите, половците (кумани) и вероятно още много други племена, живели в онзи период на територията на Великата руска равнина (между реките Волга и Дон). В самия Ростов (чието название е възприето като славянско – ръст, разрастващ се) археологическите находки свидетелстват за наличие на етнически смесено население (каквото е и на територията на цяла Русия).

### IX – X в.
Първите относително достоверни сведения са от 1010 г. Тогава, на мястото на по-големия си починал брат, княз на града става Борис. Той скоро е убит от своя брат Владимир. Важна в случая е не семейната борба за княжеския престол, а друго. Тези 3 братя са синове на княз Владимир, наричан Кръстител, защото е покръстил Киев (където е княз), Новгород и Ростов. Към края на 10 в. приемането на единната монотеистична религия християнство (православие или католицизъм), съответно и ислям, е много важен държавен, политически, а и икономически акт, цивилизационен избор. За Рус той е извършен 2 пъти: през 985 г. от български свещеници и през 988 г. (година след разгрома на Самуиловите войски в битката при Ключ) вече от византийци, но богослужебният език и азбуката остават старобългарски. Самото покръстване съвсем неслучайно е осъществено точно от киевския княз Владимир, син на княз Игор (син на Рюрик) и на княгиня Олга (Елена). Тя е първата източноправославна християнка в Рус (и първата светица), българка, дъщеря на Владимир-Расате, внучка на княз Борис Покръстител и племенница на цар Симеон Велики. Най-вероятно точно той е осъществил този династичен брак /добре известни са връзките между България и особено Киевска Рус през Х в., включително и в борбата с Византия/.
По същество точно този е фундаментът на тогавашната геополитика, следвана от Византия, България и ранните държавни формирования в Русия. На първо място е религията (източното православие, за което от Х в. специално за покръстването на славяните, ожесточено си съперничат Византия и България), следват династичните бракове и златото (включително – търговският интерес), на последно място войната. Неслучайно към 12 в.
Ростов става център на този геополитически модел при ранното формиране на държавността в Русия (ХІ – ХІV век). Сред причините е, че градът е разположен на Великия волжки търговски път, свързващ Каспия с Пътя на коприната. Вероятно не е само тази причина за интереса на Киевското княжество към Ростов. Това е потвърдено от назначаването на княз Борис, сина на Игор и на Олга, който е покръстен, православен, с християнско име Роман (в чест на българския цар Роман). На 15 юли 992 г. в Ростов пристига лично Владимир Кръстител, заедно с епископ Михаил (българин). Ростовското княжество още от самото начало има автономна епархия. Точно тя, дори в онези моменти, в които Ростов запада икономически и политически, остава винаги като изключително важен религиозен център на цялата Рус, също като Йерусалим. Неслучайно го наричат Вечен град на Русия.
Нещо повече, според някои историци е фундамент на руската държавност, включително и в политически смисъл, определяйки го като първата столица (към 1125 г., когато Ростовско-Суздалското княжество е управлявано от княз Юрий Дългоръкия). Чак след това са Суздал, Владимир, Москва и т.н. Затова освен политически, икономически и религиозни причини, може да има и още етническа. Самото понятие „рус“ или „рос“ (което може да е част от Ростов), се отнася за варягите. Така ги наричат фините: „ros“ (весло) – название, прехвърлено и върху местното население (вкл. и славянското) още към VІ в., успоредно с „rus“, „urus“ (в арабските хроники). Може би точно това е потвърждението, че Ростов е Вечният град на Русия, не само в религиозен смисъл (също като Йерусалим), а и в етнически, народностен.

### XII – XIV в.
Извън това историческата съдба на Ростов е като на много руски градове в периода ХІІ – ХІV в. Редуват се борби за власт, съчетани с братоубийствени и граждански войни. Периоди на възход и падение (Ростов е опожаряван между 1281 и 1319 г. 6 пъти), на териториално раздробяване и наново обединяване. Преминава в различни полически сфери на влияние – на Киев, Владимир, Суздал, Москва. Когато е самостоятелно, Ростовското княжество е във възход от 1320 до 1337 г. – началото на татаро-монголското нашествие, при като Ростов, в сравнение с всички други княжества, е в най-тесни връзки с окупаторите, което спасява неговото население. А после е във възход през втората половина на 16 в. Като краен резултат на политическите процеси, след сложна система от династически бракове, дадена като зестра земя, покупка на земя за 5000 рубли, Ростов е присъединен към Московското царство (1473 – 1474) от цар Иван Василевич Велики.
Независимо от това Ростов и до днес остава духовен център на Русия и образец за религиозната и светската архитектура след ХVІ в. Поради тази причина сега дори туристическите агенции го определят като Вечния град на Русия и като белокаменна (архитектурна) симфония.